# PhpBB
phpBB je oblíbený, bezplatný a open source systém pro vytvoření interaktivního fóra používající serverový skript PHP a podporující širokou škálu databázových systémů jako MySQL, PostgreSQL, MSSQL, Microsoft Access, ODBC nebo Oracle.
Kromě podpory databází má phpBB další výhody:
- Šablonovací systém vytvořený pro jednoduchost používání a rychlé a jednoduché úpravy.
- Mezinárodní podpora (vč. české: phpBB.cz), dále překlady do více než 50 světových jazyků, všechny aktualizované podle poslední verze. Vývojáři mohou tvrdit, že mají největší mezinárodní podporu ze všech internetových systémů pro fóra
- Obrovská komunita uživatelů, nabízející bezplatnou podporu, modifikace a styly.

## Historie
Vývoj phpBB započal James Atkinson jako jednoduché UBB fórum pro jeho vlastní internetovou prezentaci 17. června 2000. Nathan Codding a John Abela (nyní oba bývalí členové týmu phpBB) se připojili do vývojářského týmu poté, co se phpBB připojilo na SourceForge CVS, a práce na verzi 1.0.0 začala. První předběžná, plně funkční verze byla připravená 1. června 2000.
phpBB 1.0.0 byla oficiálně vydána až 9. prosince 2000, následovaná, po mnoha úpravách a vylepšeních, dalšími dvěma verzemi 1.x řady phpBB. Konečné vydání 1.x řady neslo název phpBB 1.4.4, vydané 6. listopadu 2001. Ještě během života jedničkové řady, Bart van Bragt, Paul S. Owen (bývalý spolu-manažer projektu), Johnathan Haase (nyní už bývalý člen týmu) a Frank Feingold přišli do týmu.
Práce na phpBB 2.0.x začaly 17. února 2001. Všechny zdrojové kódy byly napsány od úplného začátku; ambice vývojářů už daleko přesáhly ty původní s 1.x řadou systému. Doug Kelly (nyní už bývalý člen týmu) se připojil do týmu krátce poté. Po dlouhém roce usilovné práce a testování, phpBB 2.0.0, přezdívaná „Super Furry“, byla vydána 3. dubna 2002 (o tři dny později než bylo plánováno).
V prosinci 2004 bylo značné množství stránek používajících phpBB napadeno počítačovým červem Santy, který využíval chyby ve starých verzích phpBB pro přepsání HTML a PHP souborů.
Poslední vydání 2.0.x řady je 2.0.23, z února 2008. Vydání dvojkové řady jsou omezeny jen na opravy chyb a bezpečnostních děr.
V půlce prosince 2007 byla vydána první finální verze třetí řady pod označením 3.0.0. Kromě od základu přepsaného kódu přináší mnoho nových funkcí a možností.
Mezi významná česká fóra běžící na systému phpBB patří fórum České pirátské strany, České dálnice, Astroforum, Volvo forum, VW forum či fórum HC Pardubice.

## Historie verzí

### Verze 1.x
| Verze        | Datum vydání                                   |
| ------------ | ---------------------------------------------- |
| phpBB v1.0.0 | 9. prosince 2000                               |
| phpBB v1.2.0 | 9. února 2001                                  |
| phpBB v1.2.1 | 13. března 2001                                |
| phpBB v1.4.0 | 23. dubna 2001                                 |
| phpBB v1.4.1 | 1. srpna 2001                                  |
| phpBB v1.4.2 | 10. dubna 2001                                 |
| phpBB v1.4.3 | 3. listopadu 2001                              |
| phpBB v1.4.4 | 5. listopadu 2001 (Konečná verze pro 1.x řadu) |

### Verze 2.x
| Verze         | Edice                                                            | Datum vydání       |
| ------------- | ---------------------------------------------------------------- | ------------------ |
| phpBB v2.0.0  | („Golden Super Furry Dougs Birthday“ edice)                      | 4. dubna 2002      |
| phpBB v2.0.1  | („Golden Super Glossy Furry“ edice)                              | 20. května 2002    |
| phpBB v2.0.2  | („couldnť think of a better name“ edice)                         | 12. srpna 2002     |
| phpBB v2.0.3  | („Golden but shaved“ edice)                                      | 30. září 2002      |
| phpBB v2.0.4  | („Golden Super „Trust me I'm practically a doctor“ Furry“ edice) | 15. ledna 2003     |
| phpBB v2.0.5  | („Tanned and no longer furry because it's summer“ edice)         | 16. června 2003    |
| phpBB v2.0.6  | („phew, it's way to hot to be furry“ edice)                      | 3. srpna 2003      |
| phpBB v2.0.7  | („phew, ironed out all security issues?“ edice)                  | 13. března 2004    |
| phpBB v2.0.8  |                                                                  | 25. března 2004    |
| phpBB v2.0.9  | („we should really be spending time on 2.2“ edice)               | 12. června 2004    |
| phpBB v2.0.10 | („Murphy is furry“ edice)                                        | 17. června 2004    |
| phpBB v2.0.11 | („damn, it's cold and my fur won't grow back“ edice)             | 18. listopadu 2004 |
| phpBB v2.0.12 | („Horray for Furrywood“ edice)                                   | 21. února 2005     |
| phpBB v2.0.13 | („Beware of the furries“ edice)                                  | 21. února 2005     |
| phpBB v2.0.14 | („We know we are (not) furry“ edice)                             | 15. dubna 2005     |
| phpBB v2.0.15 | („summer needs to be hot“ edice)                                 | 7. května 2005     |
| phpBB v2.0.16 |                                                                  | 27. června 2005    |
| phpBB v2.0.17 | („no, we did not forget naming it last time“ edice)              | 19. června 2005    |
| phpBB v2.0.18 | („The Halloween Special“ edice)                                  | 30. října 2005     |
| phpBB v2.0.19 | („we wish you all a happy new year“ edice)                       | 30. prosince 2005  |
| phpBB v2.0.20 | („Golden Super Furry Linen“ edice)                               | 7. dubna 2006      |
| phpBB v2.0.21 |                                                                  | 9. června 2006     |
| phpBB v2.0.22 |                                                                  | 23. prosince 2006  |
| phpBB v2.0.23 | („still furry as hell“ edice)                                    | 17. února 2008     |

### Verze 3.0.x
| Verze            | Datum vydání       |
| ---------------- | ------------------ |
| phpBB 3.0.Beta 1 | 17. června 2006    |
| phpBB 3.0.Beta 2 | 12. srpna 2006     |
| phpBB 3.0.Beta 3 | 12. listopadu 2006 |
| phpBB 3.0.Beta 4 | 27. listopadu 2006 |
| phpBB 3.0.Beta 5 | 28. ledna 2007     |
| phpBB 3.0.RC1    | 20. května 2007    |
| phpBB 3.0.RC2    | 24. června 2007    |
| phpBB 3.0.RC3    | 8. července 2007   |
| phpBB 3.0.RC4    | 28. července 2007  |
| phpBB 3.0.RC5    | 24. srpna 2007     |
| phpBB 3.0.RC6    | 13. října 2007     |
| phpBB 3.0.RC7    | 15. října 2007     |
| phpBB 3.0.RC8    | 1. prosince 2007   |
| phpBB 3.0.0      | 13. prosince 2007  |
| phpBB 3.0.1      | 7. dubna 2008      |
| phpBB 3.0.2      | 10. července 2008  |
| phpBB 3.0.3      | 12. listopadu 2008 |
| phpBB 3.0.4      | 12. prosince 2008  |
| phpBB 3.0.5      | 31. května 2009    |
| phpBB 3.0.6      | 17. listopadu 2009 |
| phpBB 3.0.7      | 28. února 2010     |
| phpBB 3.0.7-PL1  | 5. března 2010     |
| phpBB 3.0.8      | 20. listopadu 2010 |
| phpBB 3.0.9      | 10. července 2011  |
| phpBB 3.0.10     | 2. ledna 2012      |
| phpBB 3.0.11     | 25. srpna 2012     |
| phpBB 3.0.12     | 28. září 2013      |
| phpBB 3.0.13     | 26. ledna 2015     |
| phpBB 3.0.13-PL1 | 30. ledna 2015     |
| phpBB 3.0.14     | 3. května 2015     |

### Verze 3.1.x
| Verze            | Datum vydání       |
| ---------------- | ------------------ |
| phpBB 3.1.Beta 1 | 20. března 2014    |
| phpBB 3.1.Beta 2 | 31. března 2014    |
| phpBB 3.1.Beta 3 | 6. května 2014     |
| phpBB 3.1.Beta 4 | 30. května 2014    |
| phpBB 3.1.RC1    | 24. června 2014    |
| phpBB 3.1.RC2    | 11. července 2014  |
| phpBB 3.1.RC3    | 12. srpna 2014     |
| phpBB 3.1.RC4    | 20. září 2014      |
| phpBB 3.1.RC5    | 8. října 2014      |
| phpBB 3.1.RC6    | 23. října 2014     |
| phpBB 3.1.0      | 28. října 2014     |
| phpBB 3.1.1      | 1. listopadu 2014  |
| phpBB 3.1.2      | 25. listopadu 2014 |
| phpBB 3.1.3      | 1. února 2015      |
| phpBB 3.1.4      | 3. května 2015     |
| phpBB 3.1.5      | 16. června 2015    |
| phpBB 3.1.6      | 12. září 2015      |
| phpBB 3.1.7      | 19. prosince 2016  |
| phpBB 3.1.7-PL1  | 11. ledna 2016     |
| phpBB 3.1.8      | 23. února 2016     |
| phpBB 3.1.9      | 17. dubna 2016     |
| phpBB 3.1.10     | 12. října 2016     |
| phpBB 3.1.11     | 16. července 2017  |
| phpBB 3.1.12     | 7. ledna 2018      |

### Verze 3.2.x
| Verze         | Datum vydání       |
| ------------- | ------------------ |
| phpBB 3.2.RC1 | 27. června 2016    |
| phpBB 3.2.RC2 | 9. prosince 2016   |
| phpBB 3.2.0   | 7. ledna 2017      |
| phpBB 3.2.1   | 16. července 2017  |
| phpBB 3.2.2   | 7. ledna 2018      |
| phpBB 3.2.3   | 13. září 2018      |
| phpBB 3.2.4   | 16. listopadu 2018 |
| phpBB 3.2.5   | 22. prosince 2018  |
| phpBB 3.2.6   | 29. dubna 2019     |
| phpBB 3.2.7   | 5. května 2019     |

## phpBB 3 „Olympus“
20. května 2007 vyšla první Release Candidate verze phpBB3, která je již podporovaná a která už se velmi přiblížila finální verzi 3.0.0. Skripty fóra jsou úplně přepsané a slibují zvýšení výkonu a mnoho nových funkcí. Administrační rozhraní (známé jako ACP) bylo obohaceno o mnoho nových možností a funkcí pro správu a nastavení fóra.
Nová verze také umožňuje hladký přechod ze starší řady phpBB2 se zachováním veškerého nastavení.
13. prosince 2007 vyšla finální verze phpBB3. Ta je nyní poslední verzí a další vývoj phpBB bude pokračovat na ní.